# Чорнофігурний вазопис

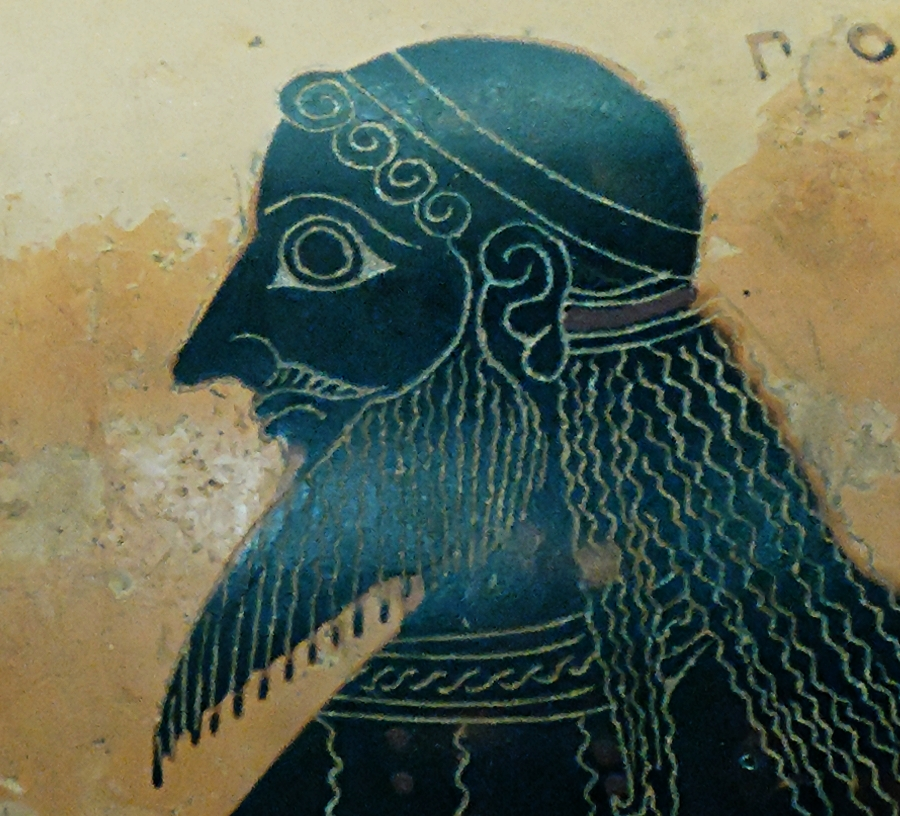
Фрагмент розпису «шийної» амфори з Вульчі: голова Посейдона, Вазописець Амасіса

Чорнофігурний вазопис Стародавньої Греції, відомий також як чорнофігурний стиль або чорнофігурна кераміка, (грец. μελανόμορφα, melanomorpha) — один із основних методів і стилів декорування античних грецьких ваз. Особливо поширений між VII і V століттями до н. е., хоча існують зразки, датовані ще II століттям до н.е. Стилістично відрізняється від попереднього орієнталізуючого і наступного червонофігурного стилів.
Малюнки та орнаменти на посудині формою і кольором подібні до силуетів. Тонкі контури вирізалися у фарбі перед випалом, і деталі могли підсилюватися і підкреслюватися, як правило, білим чи червоним кольором. Основними центрами цього стилю були спочатку Коринф, а потім Афіни. Інші важливі центри були в Лаконії, Беотії, східній Греції та Італії (див. Велика Греція). Індивідуальні стилі були особливо розвинені в Італії, які, принаймні частково, були призначені для етруського ринку. Грецькі чорнофігурні вази були дуже популярні серед етрусків, як це видно із частих завезень. Відповідно грецькі художники на смак замовника виробляли для етруського ринку вази, відмінні за формою й декором. Етруски також розвинули власне чорнофігурне виробництво за зразком грецького.

## Коринфський вазопис

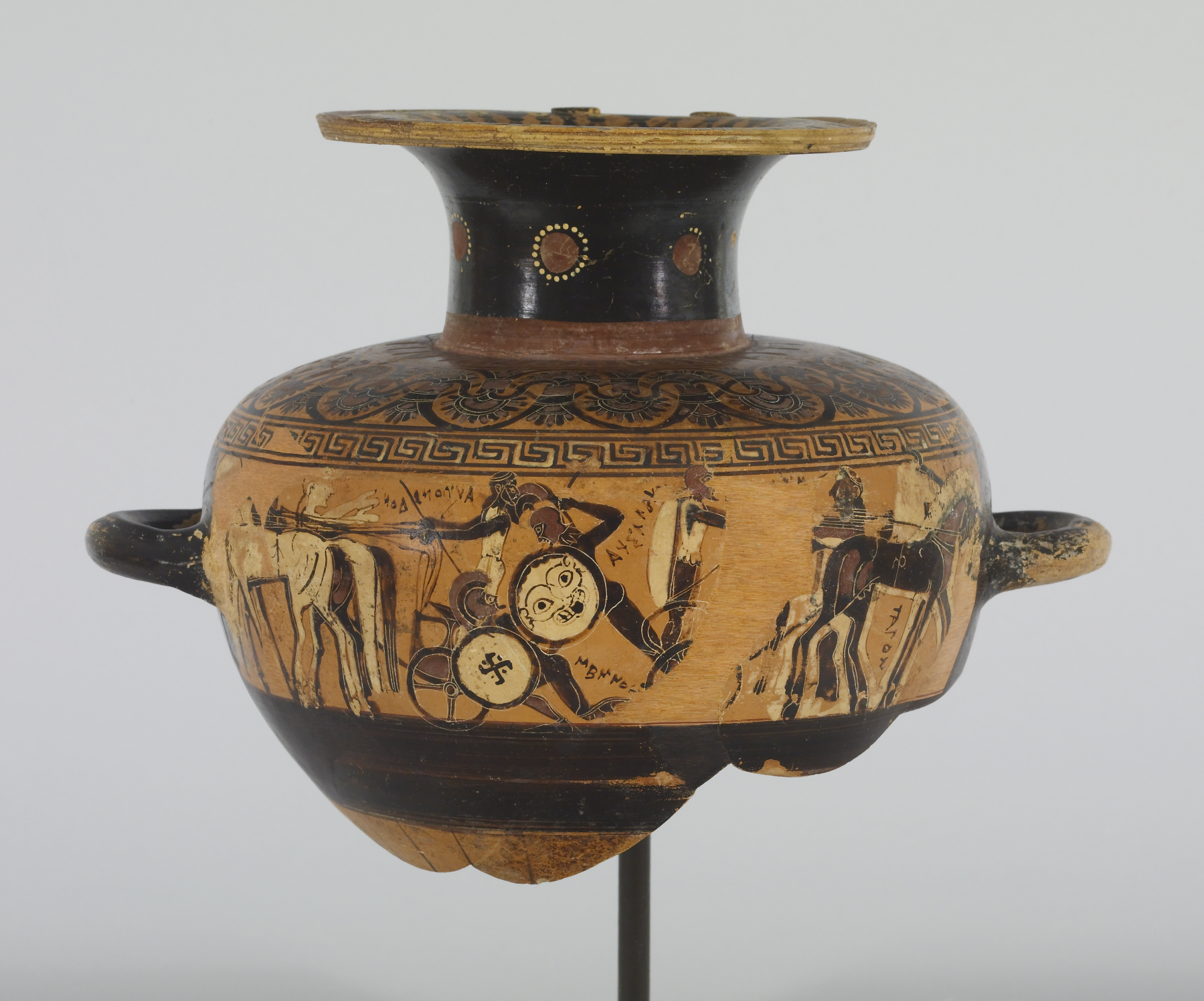
Колісниці Ахілла та Мемнона. Поруйнована гідрія до 550 р. до н.е. (пізній коринфський період) Художній музей Волтерс.

Вважається, що чорнофігурний вазопис виник в Коринфі близько 700 до н. е. Найбільшу кількість керамічних виробів з Коринфу знайшли під час розкопок грецьких колоній у Південній Італії, в регіонах Етрурії, на острові Сицилія.
Розрізняють такі періоди:
- Протокоринфський.
- Перехідний період.
- Ранішній коринфський (615–595 до н. е.)
- Середній коринфський (596–570 до н. е.)
- 1-й пізній коринфський (571–550 до н. е.)
- 2-й пізній коринфський (551–? до н. е.)

## Технологія виготовлення

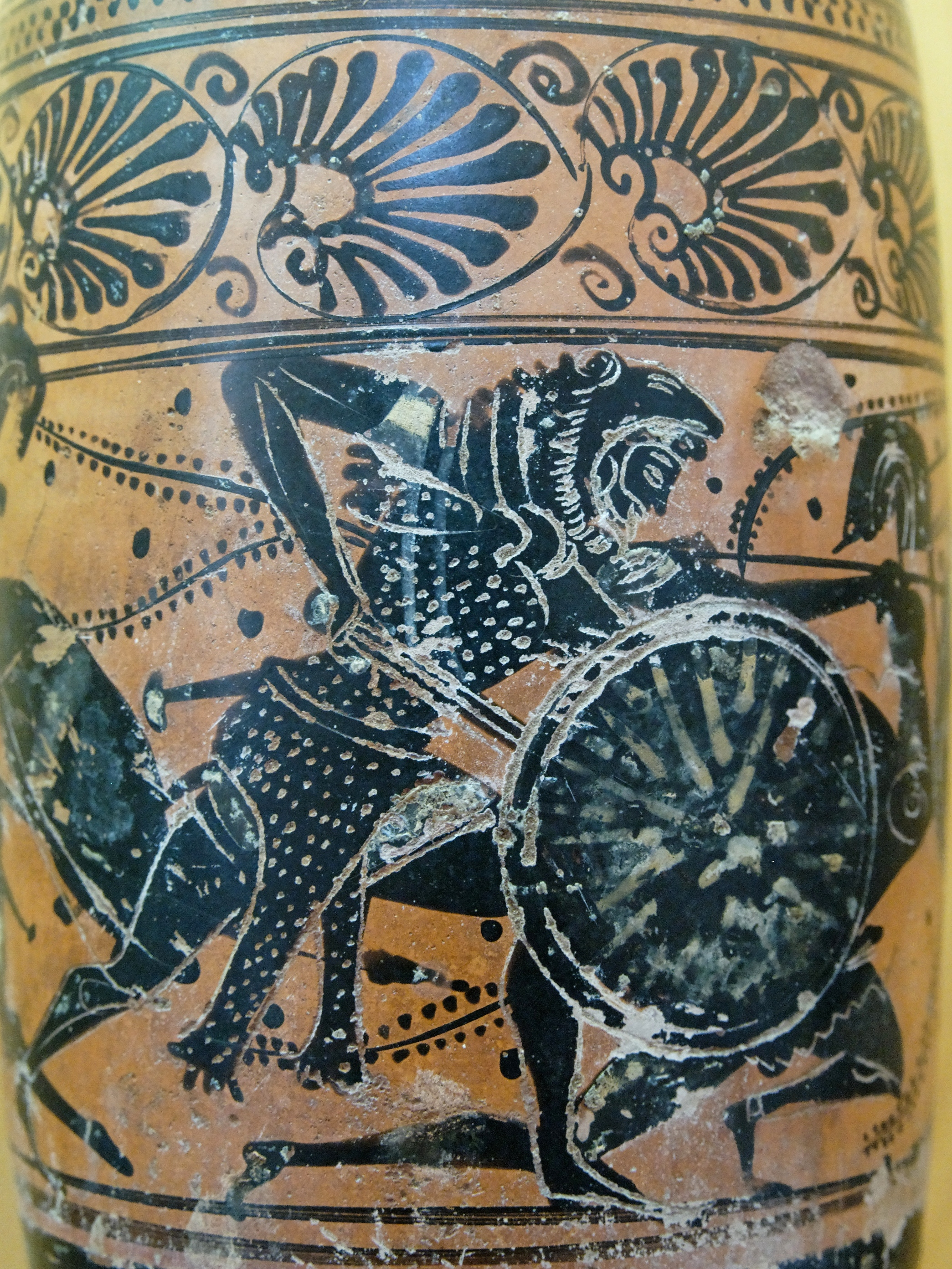
Чорнофігурний вазопис. «Геракл у двобої з амазонками», вазописець Хаймон, початок V ст. до н.е. Регіональний археологічний музей Антоніо Салінаса (Палермо)

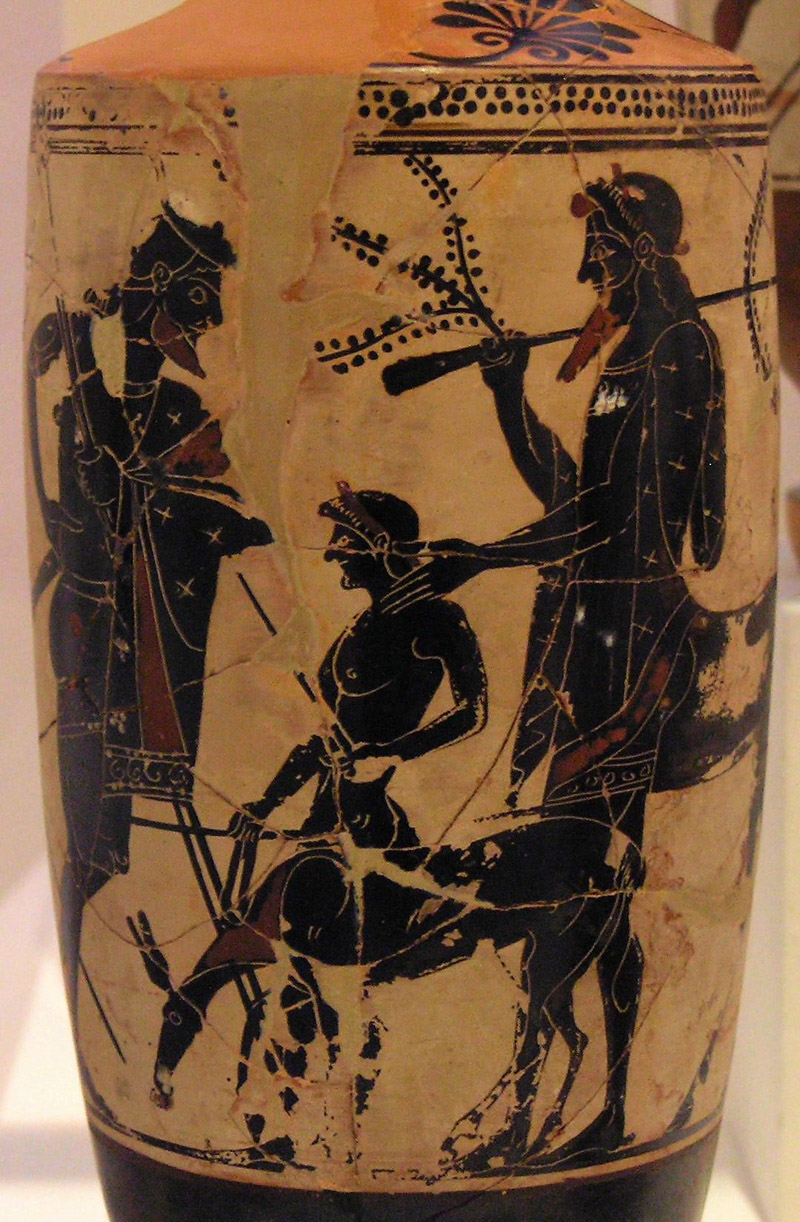
Пелей (ліворуч зі списами) віддає на виховання сина Ахілла кентавру Хірону (праворуч з ланню). Так званий Единбурзький вазописець. бл. 500 р. до н.е. Національний археологічний музей Афін

Використовувалась глина жовтих відтінків. Вироби спочатку сушили, робили живопис, потім тричі випалювали. Вважається, що розпис виконували пензлями особливою рідиною — шлікером (глянцевою глиною). Це суспензія особливої глини у воді, що після випалення дає чорне тло вазопису. Малюнок продряпували на шлікері до основи, комбінуючи подряпини з малюнком білою і червоною фарбами. Біла фарба використовувалась також для малювання жіночого тіла та орнаментів, одягу, пір'я птахів, деяких контурів. Керамічні вироби коринфського походження зазвичай не перевищують 30 см у висоті.
У сюжетаж переважали зображення птахів і тварин (лев, пантера), сцени боїв, міфологічні сцени, іноді спортивні змагання. Кераміка з Коринфу спочатку слугувала взірцями для керамістів з Афін. Проте майстри Аттики швидко перестали бути учнями і настав час, коли майстри Коринфу запозичували форми кераміки і сюжети вазопису з Афін. Вазописці Коринфу рідко наносили написи на вази чи ставили підпис, що відрізняє їх вироби і ускладнює дослідження.
Поступово чорнофігурний вазопис поступився місцем червонофігурному, бо мав свої недоліки. Червонофігурний вазопис давав можливість добре відтворювати деталі, обличчя персонажів і навіть їх настрій, психологію. Менш схематичний, червонофігурний вазопис наблизився до мистецтва графіки, що використав глину як основу.
Невеликі збірки чорнофігурної кераміки в Україні мають музеї у містах Керч, Одеса, Севастополь, Київ.

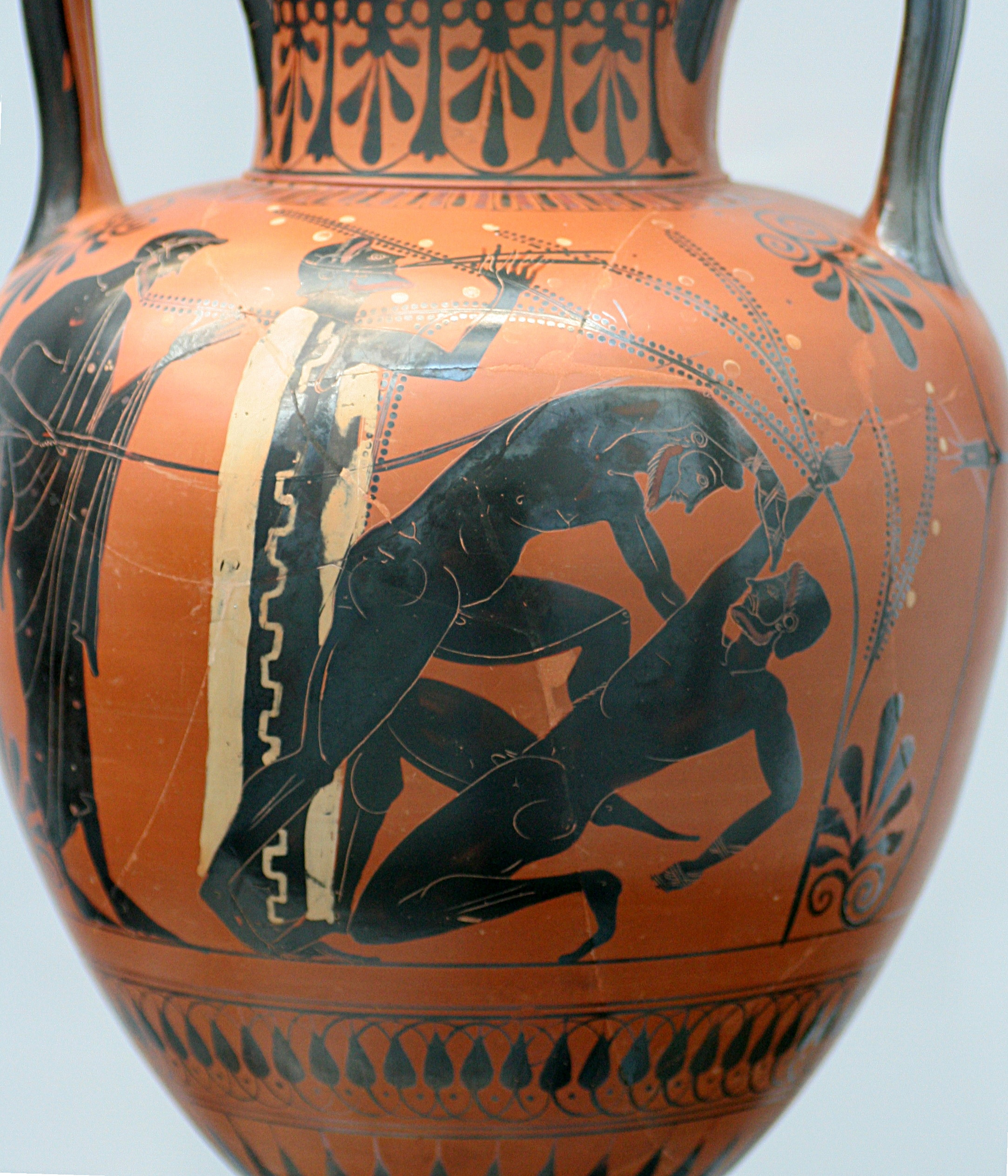
Чорнофігурна аттична амфора
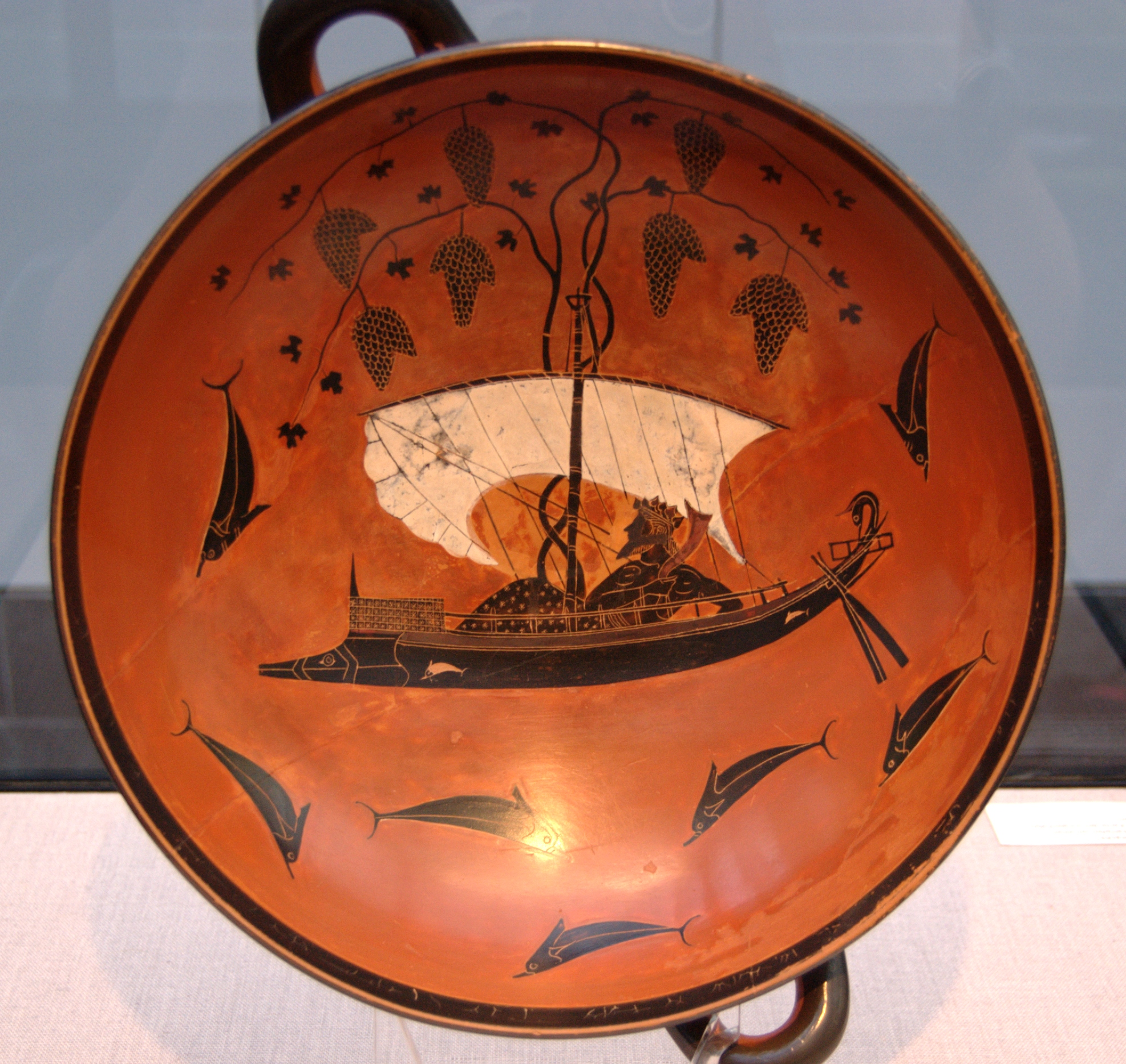
Чорнофігурний Кілікс Діоніс у човні, або «Чаша з очима», вазописець Ексекій, Державне античне зібрання
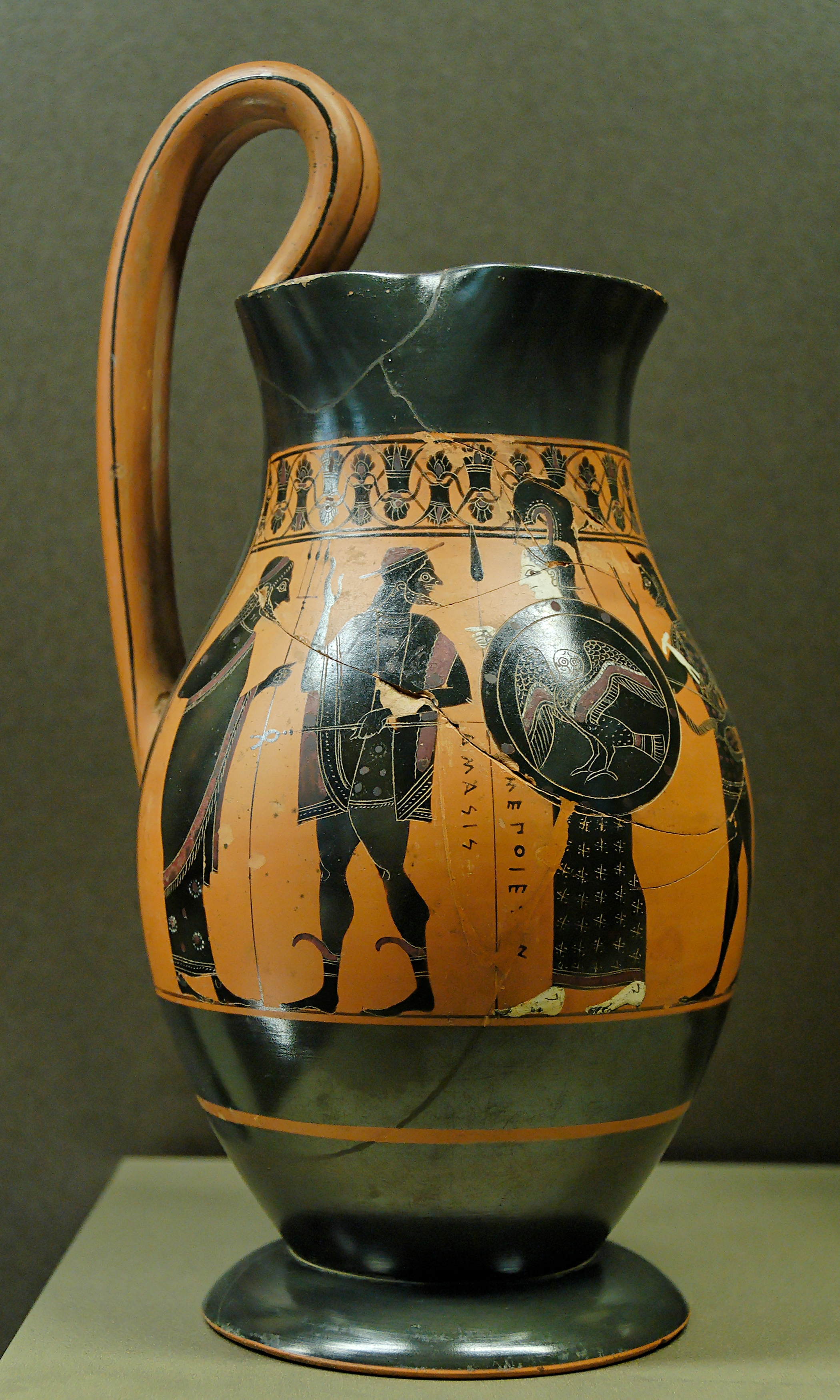
Геракл та Афіна, бл. 540до н. е., Лувр
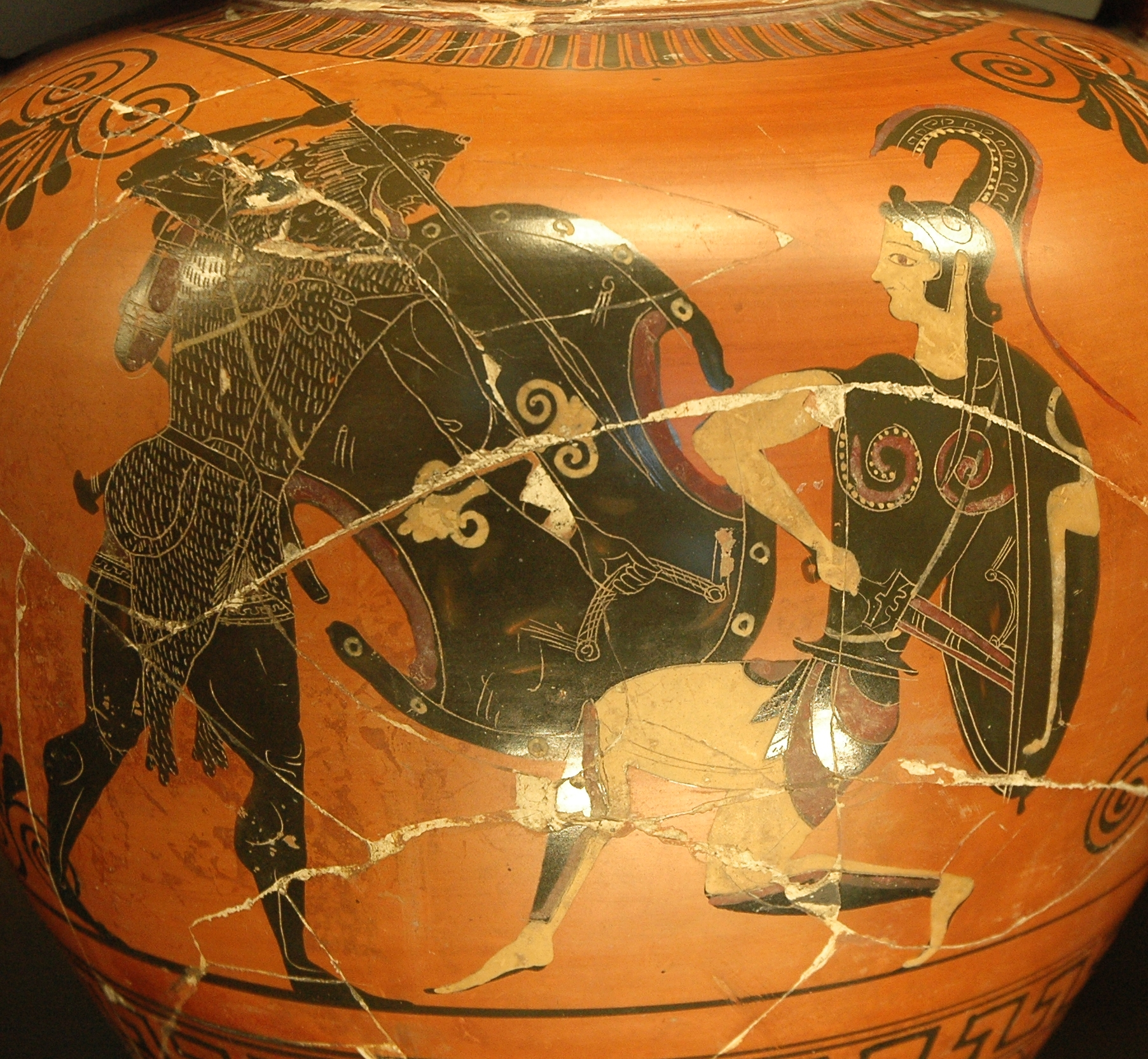
Геракл бореться проти  амазонок. Ранній  чорнофігурний стиль, тіло жінки виконано в білому кольорі. Близько 530 до н.е., Лувр, Париж
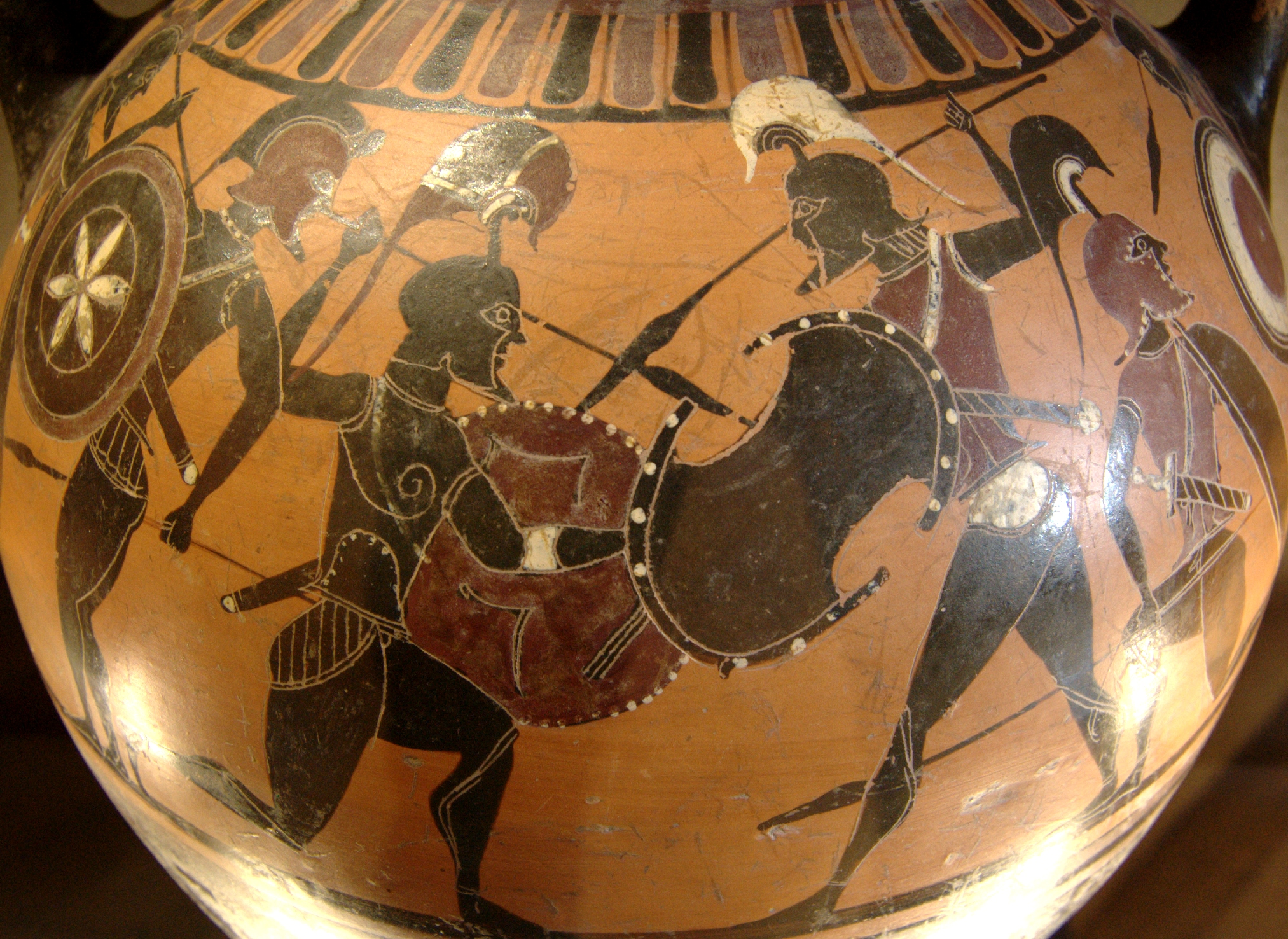
Сцена аттичної чорнофігурної амфори, Вазописець Прометея, VI століття до н. е., Лувр, Париж
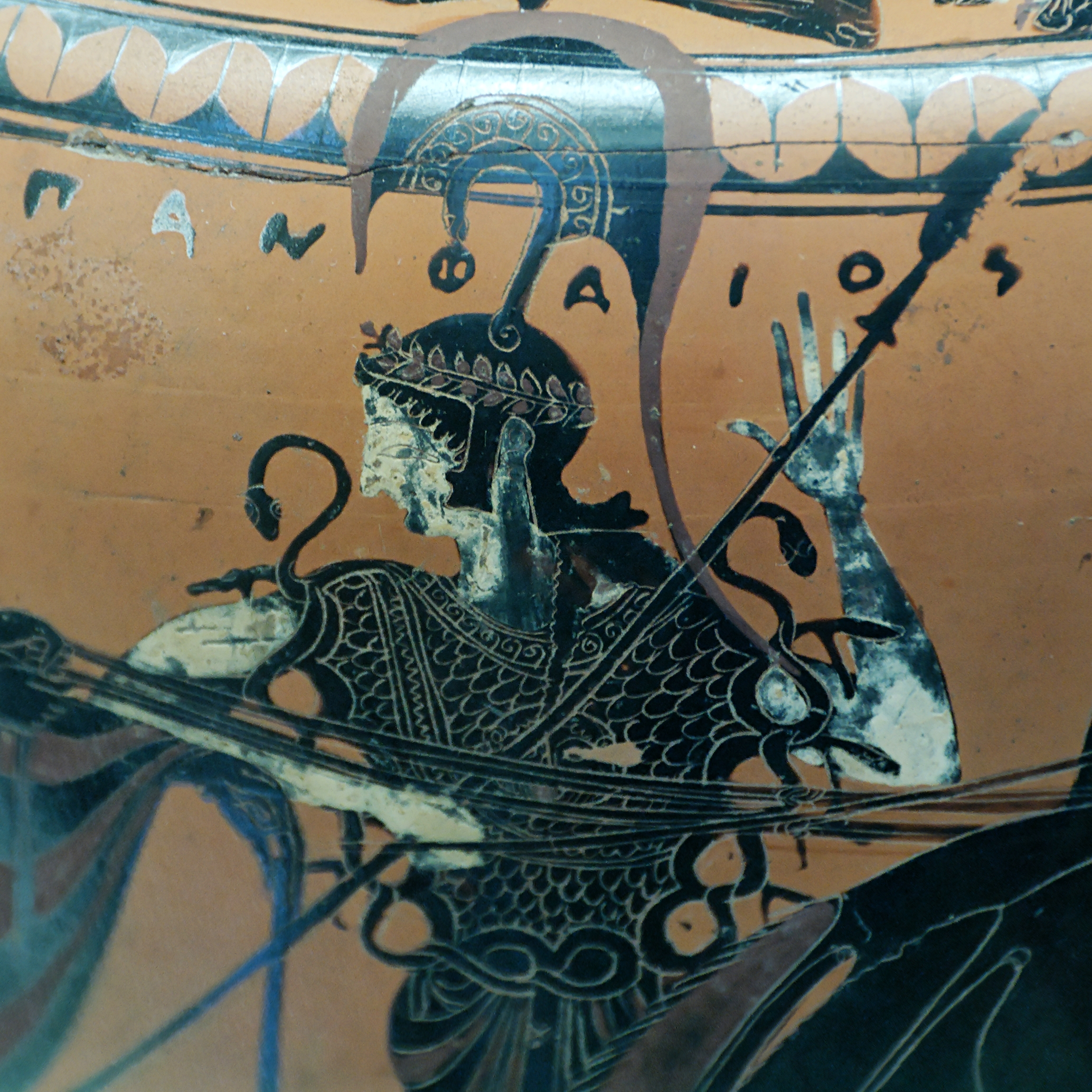
Афіна, бл. 540 до н. е. Знайдено в Тосканії, Париж
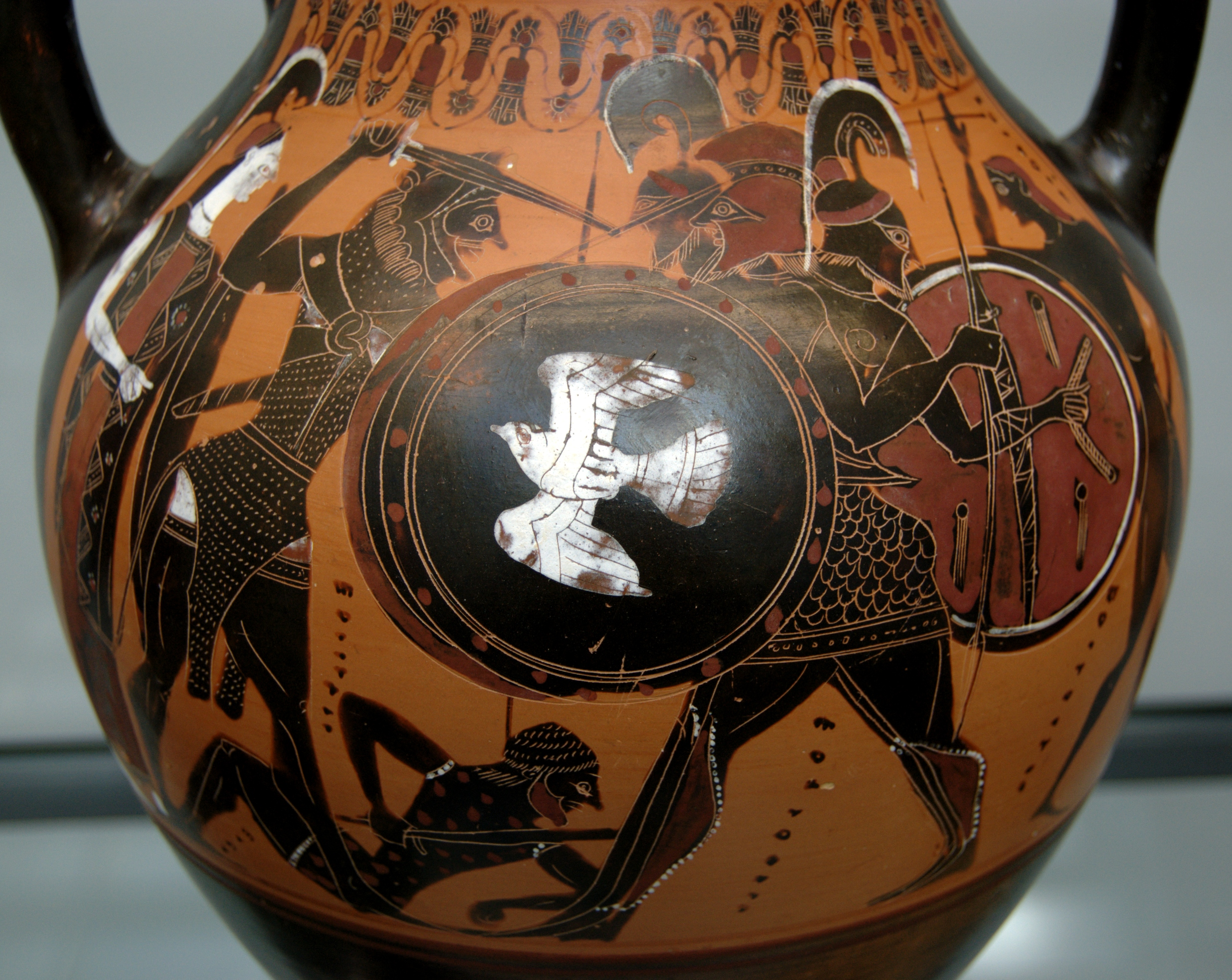
Геракл та Геріон, іменна ваза Мюнхенського вазописця, Державне античне зібрання, Мюнхен
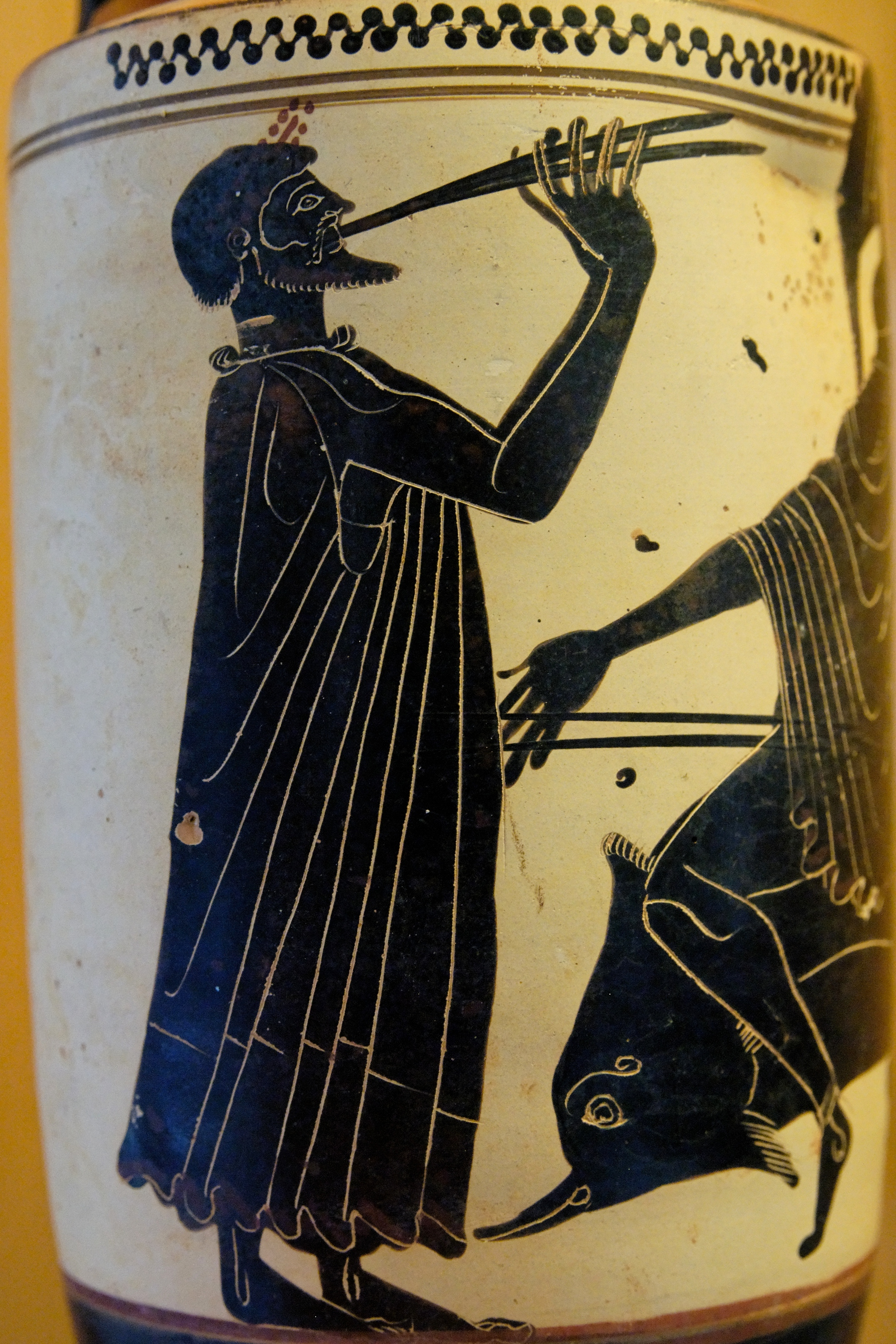
Чорнофігурний вазопис. Гра на авлосі. Палермо, Регіональний археологічний музей Антоніо Салінаса (Палермо)
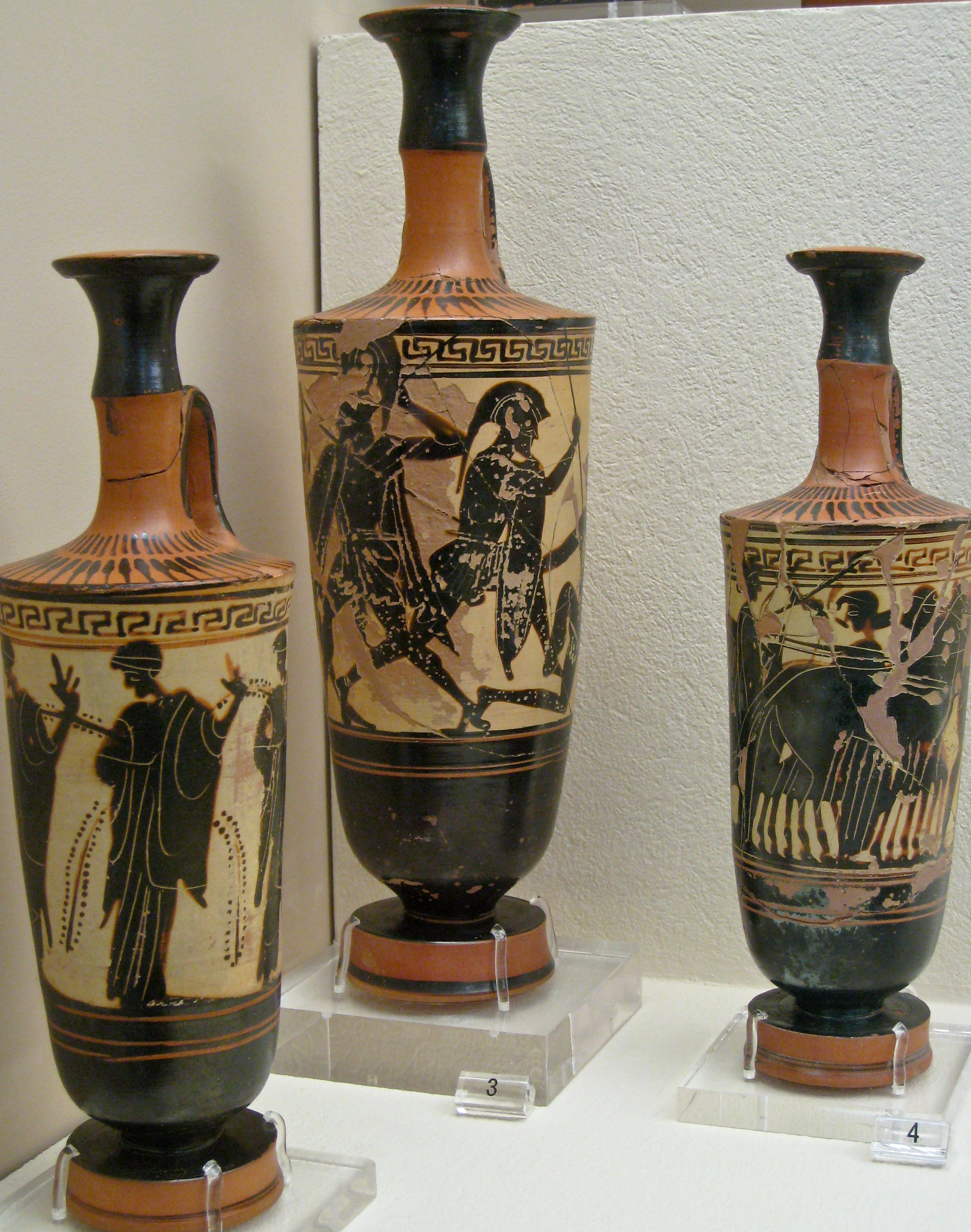
Майстерня Белдама. Лекіфи, чорнофігурний вазопис, Археологічний музей Керамікосу, Греція
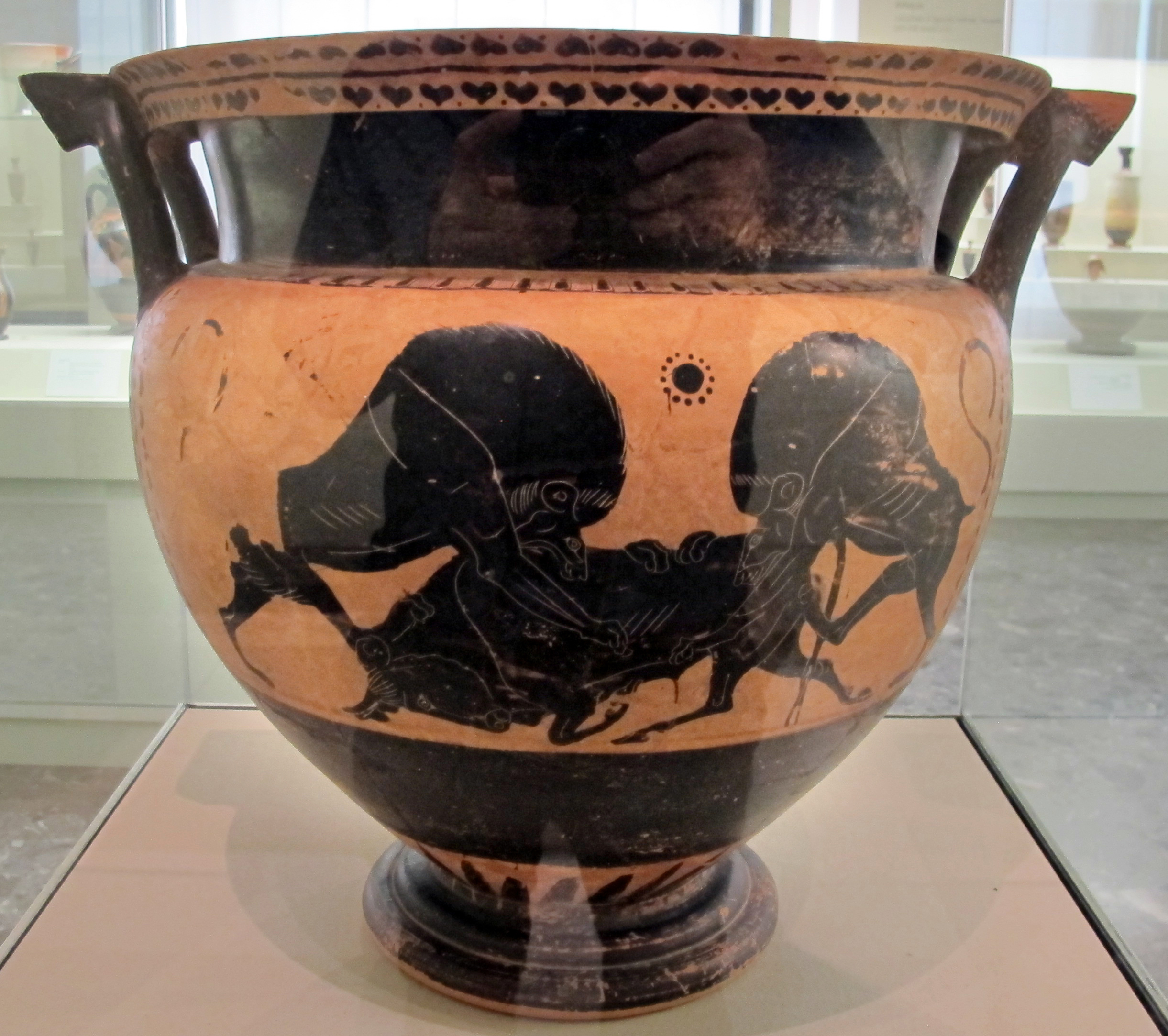
Чорнофігурний кратер, «Леви уполювали бика», Аттика, 530–520 рр. до н.е., Женевський музей мистецтва і історії
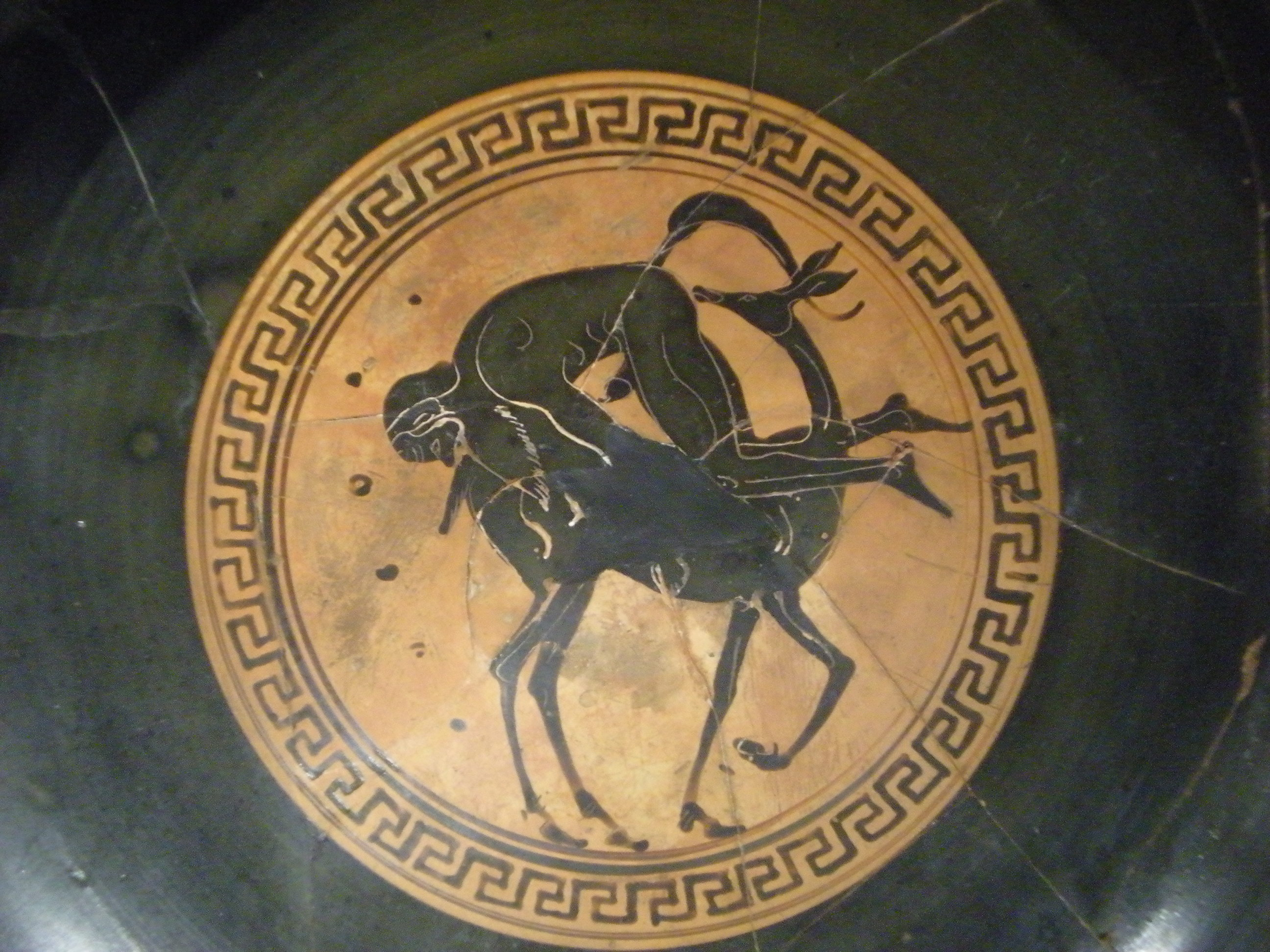
Кілікс: сатир грає з ланню, виготовлений в Афінах, знайдений на Родосі
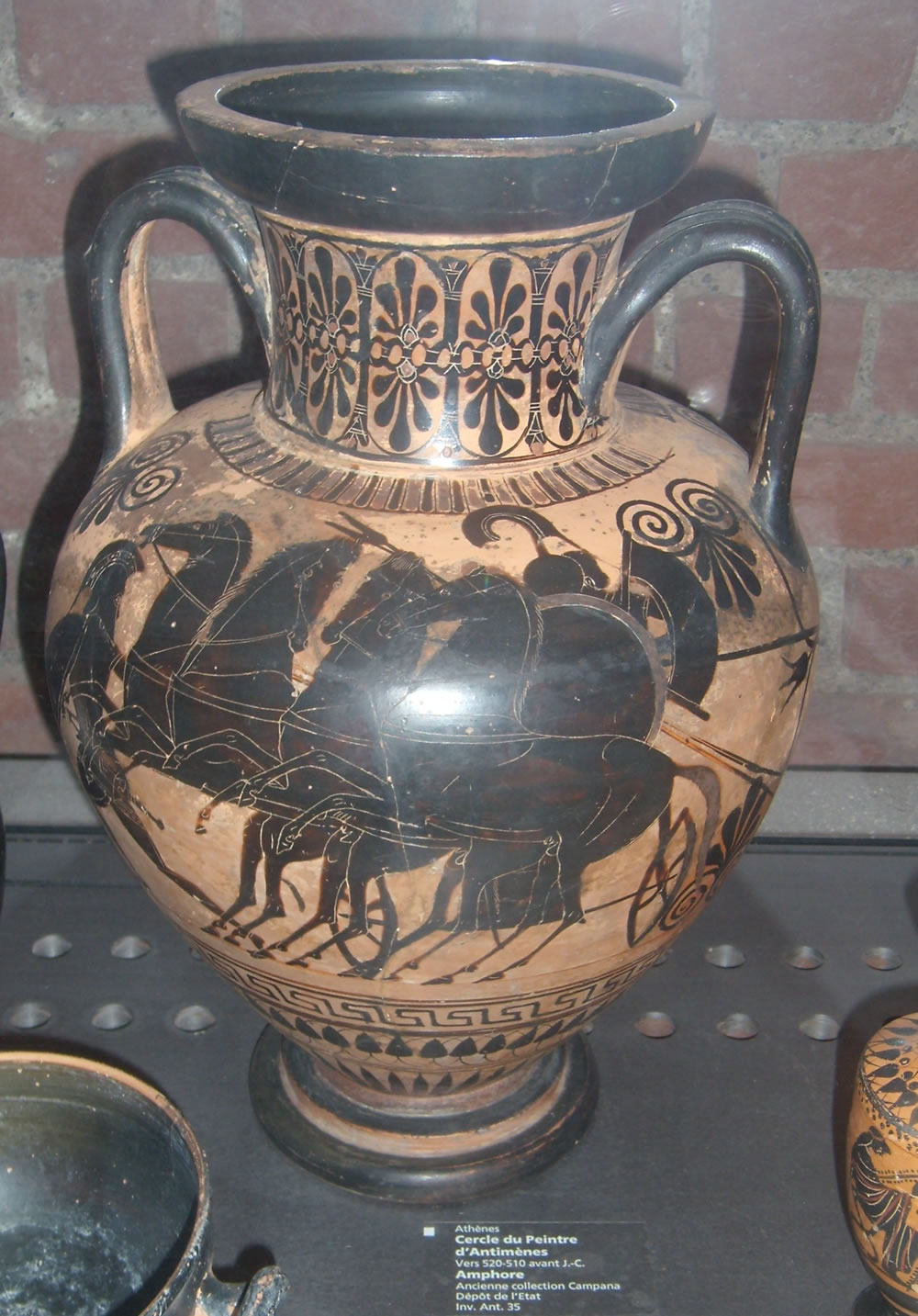
Пеліка з квадригою, музей у Ліль
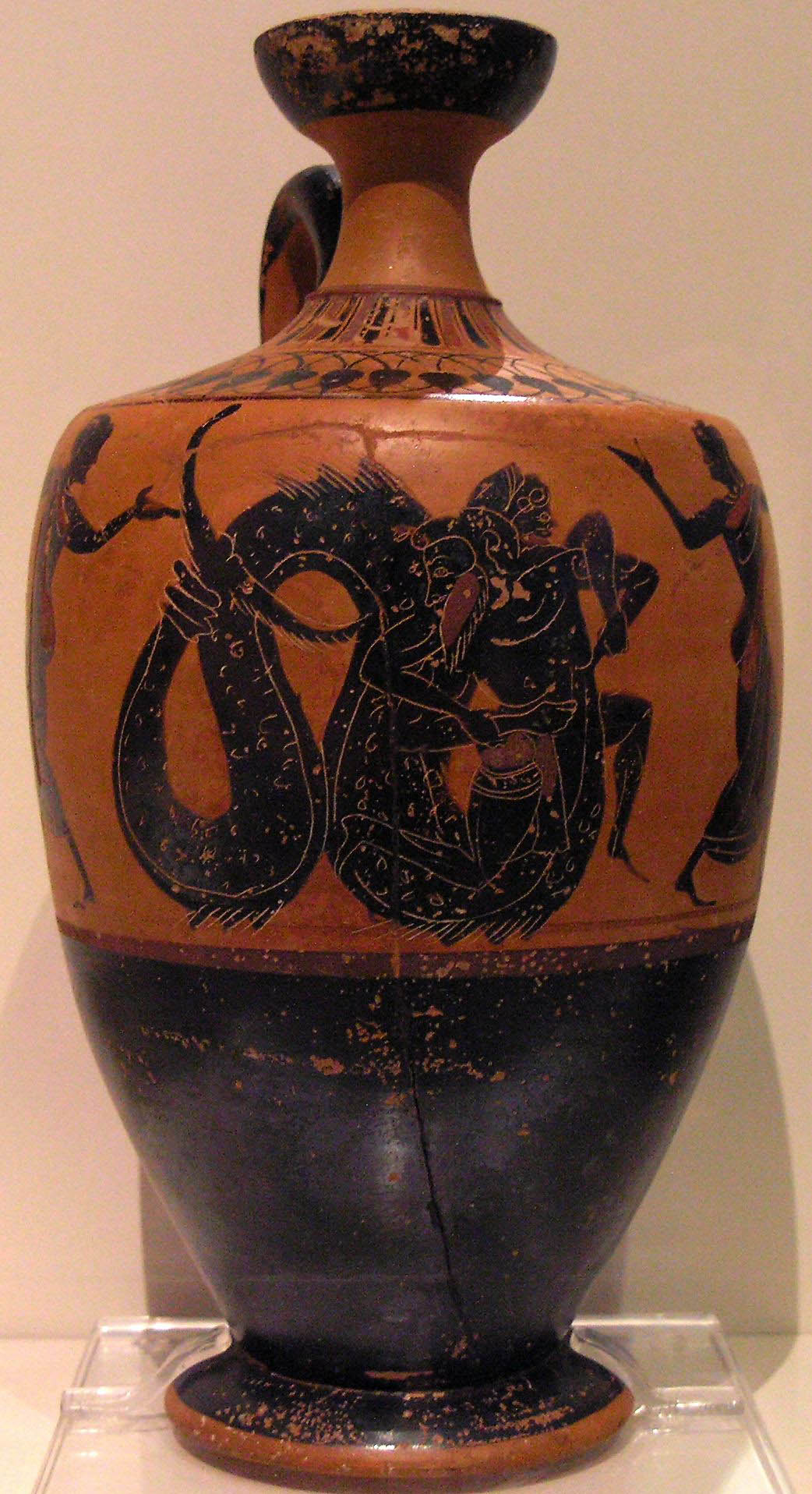
Лекіф: двобій Геракла з тритоном, Національний археологічний музей Афін
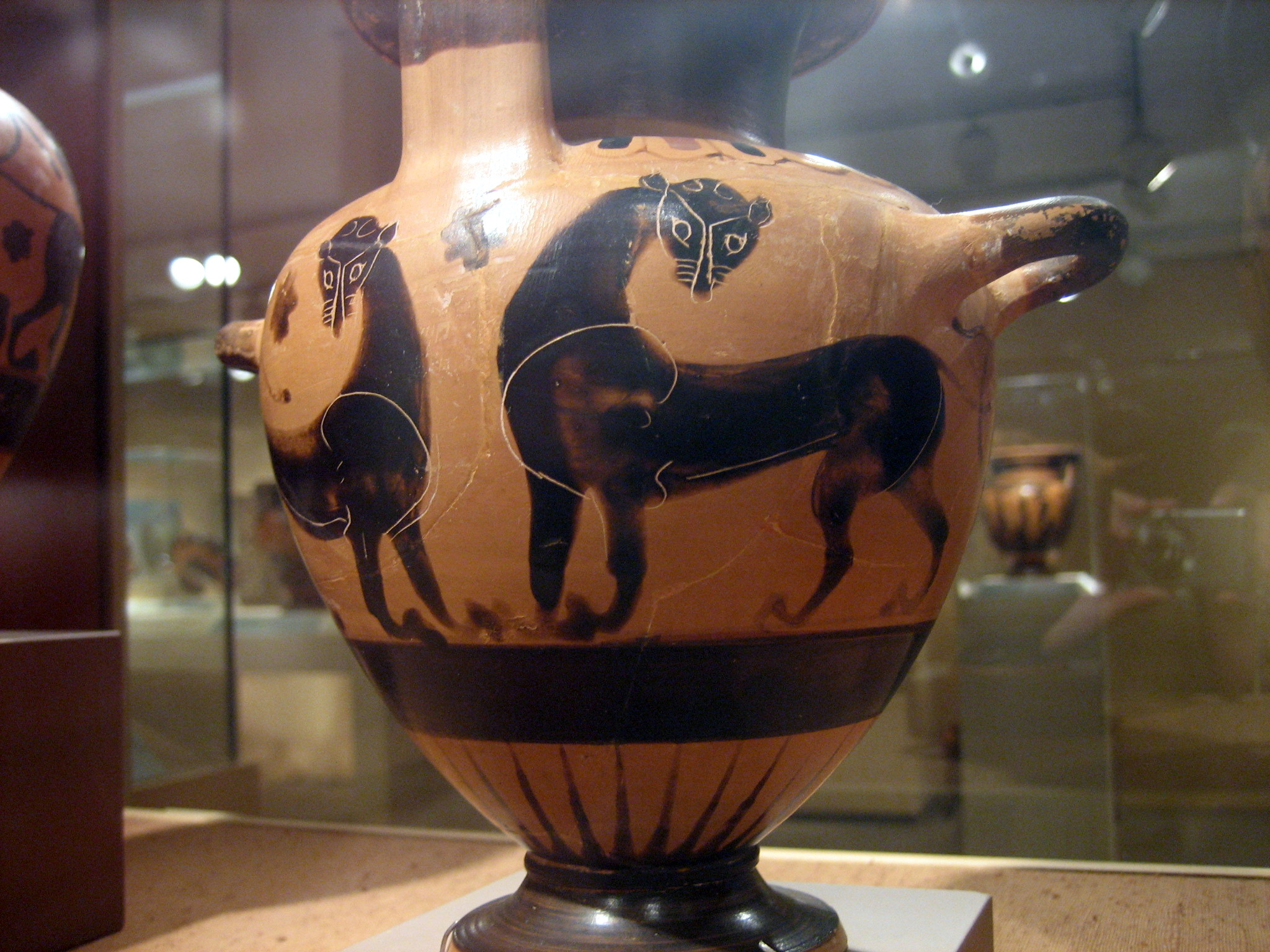
Гідрія із левицями. Музей мистецтва Кіклад, Афіни.
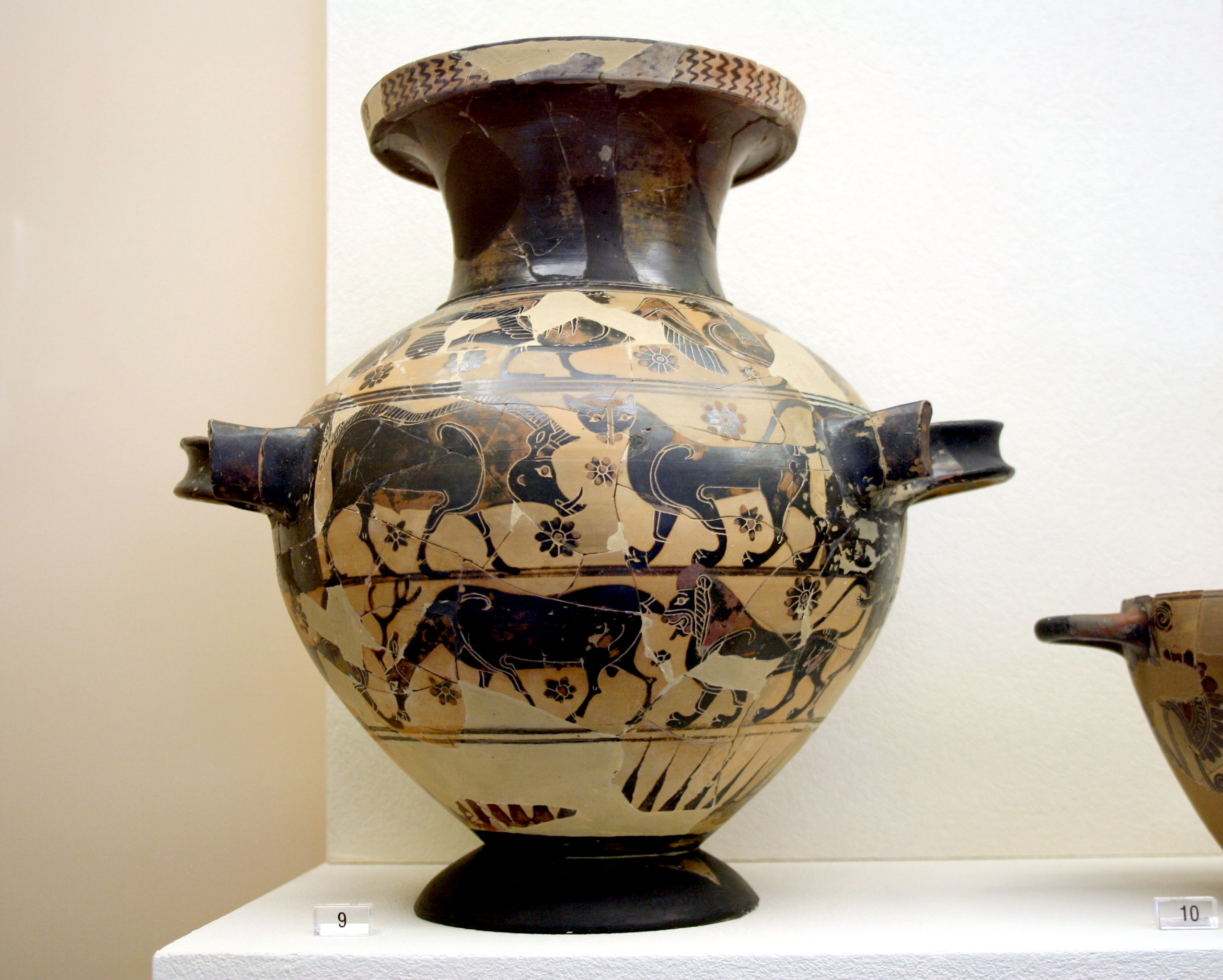
Гідрія, Афіни, Археологічний музей Керамікосу, Греція
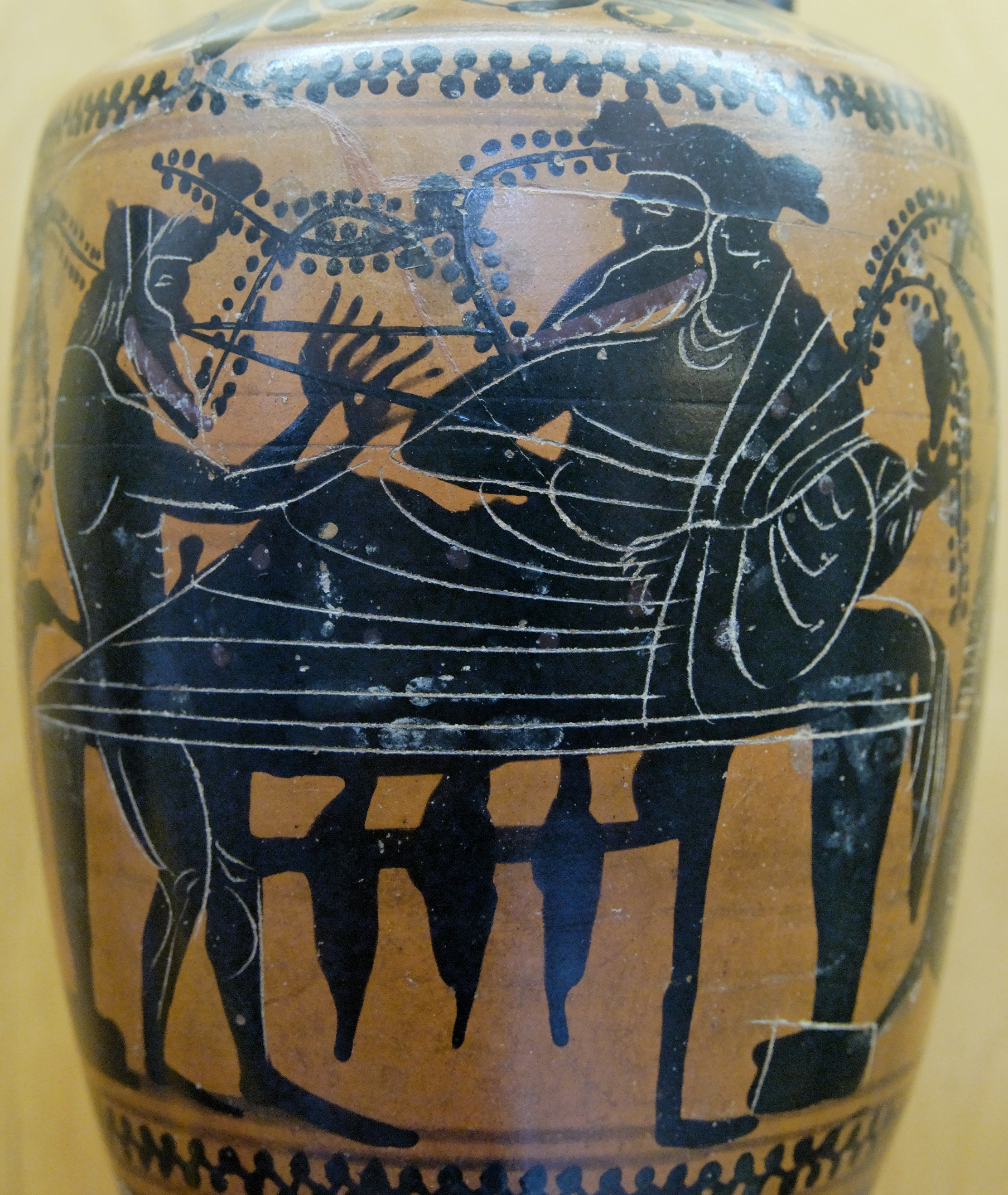
Фрагмент лекіфа: сатир розважає Діоніса грою на авлосі
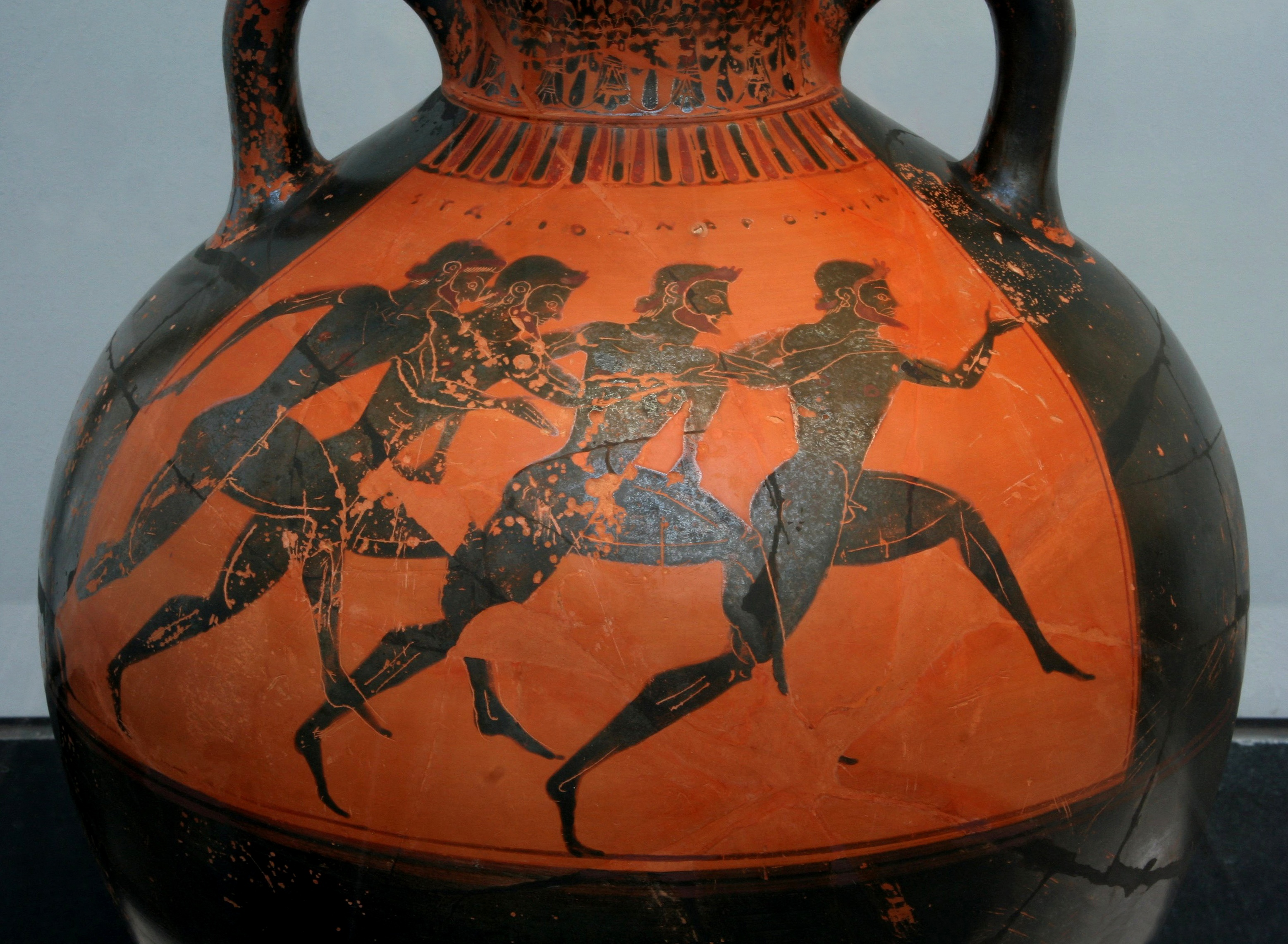
Панафінейська амфора: бігуни на Панафінеях.
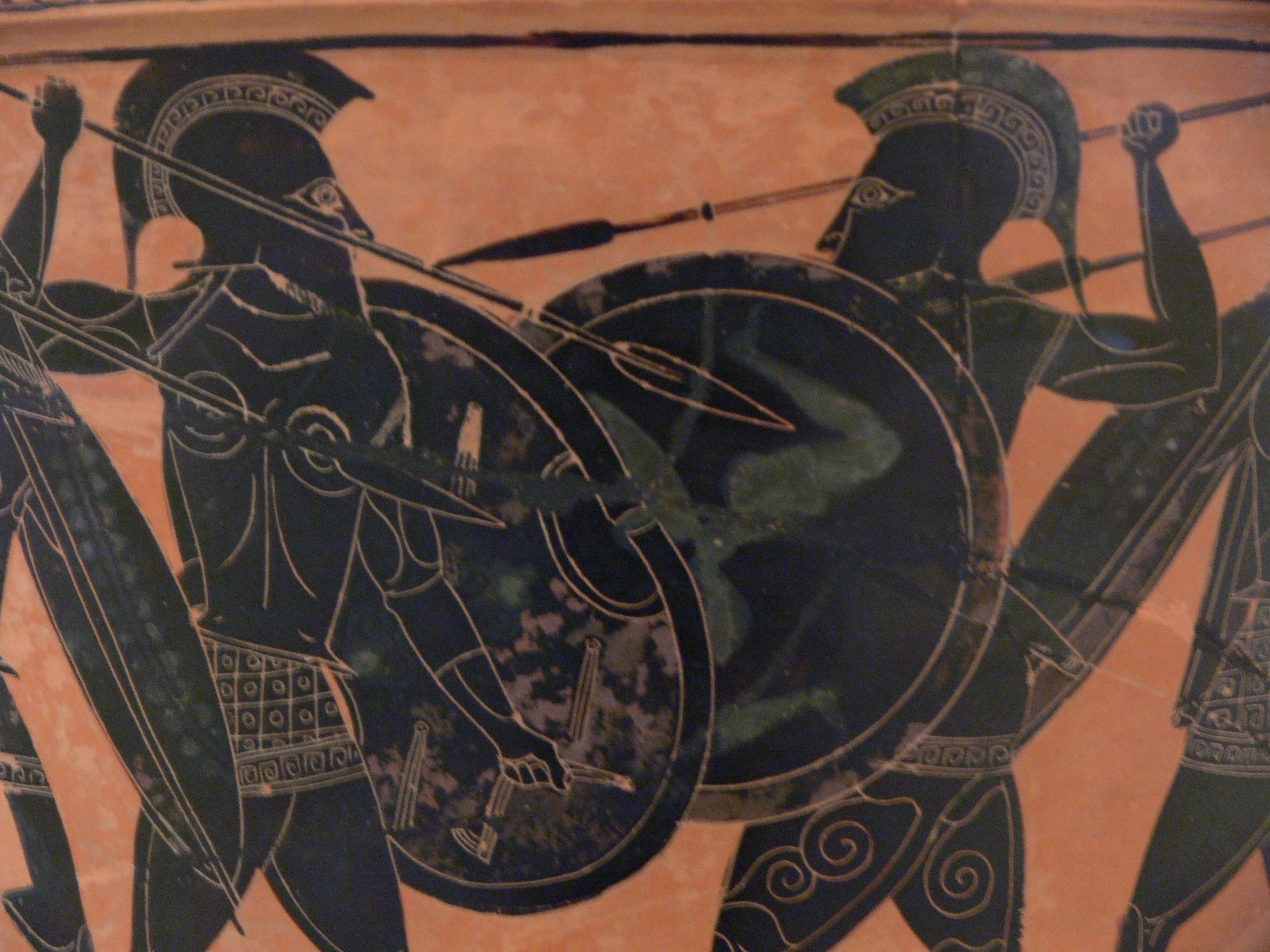
Фрагмент амфори: гопліти з аспісами, Національний археологічний музей Афін